# Il principe di legno
Il principe di legno (titolo originale ungherese A fából faragott királyfi) è un balletto-pantomima in un atto composto da Béla Bartók tra il 1914 e il 1916 su testo del poeta Béla Balázs.

## Storia
Quando nel 1911 Bartók scrisse la sua unica opera Il castello di Barbablù si avvalse per il libretto dell'opera del suo amico, il poeta e scrittore Béla Balázs. L'opera non fu approvata dall'Accademia delle Belle Arti ungherese e non venne rappresentata. Anni dopo il musicista si rivolse ancora a Balázs per il testo di un balletto che intendeva scrivere, Il principe di legno; negli anni della guerra, infatti, il musicista non poteva più spostarsi con facilità in Europa per i suoi studi di etnomusicologia e decise di ritornare alla composizione. Bartók scrisse la musica del suo nuovo lavoro in versione per pianoforte fra il 1914 e il 1916, orchestrandola successivamente tra il 1916 e il 1917 e dedicò la composizione al suo amico il direttore d'orchestra Egisto Tango. Il conte Miklós Bánffy, dotato di talento artistico, si occupò delle scene. Il balletto venne rappresentato a Budapest il 12 maggio 1917 al Teatro dell'Opera, la coreografia fu di Otto Zöbisch, gli interpreti Anna Palley nel ruolo "en travesti" del principe, Emilia Nirschy, la principessa, e Boriska Hormat.. L'orchestra era diretta da Egisto Tango; il direttore riuscì a realizzare una buona esecuzione grazie a ben trenta prove con l'orchestra e infatti, già dalla prima rappresentazione, il balletto ottenne un notevole successo di pubblico, tale da indurre il Teatro a mettere in scena anche l'opera Il castello di Barbablù l'anno seguente.
Bartók non scrisse molto per il teatro, solo un'opera e due balletti. Il principe di legno si differenzia dalla drammaticità de Il castello di Barbablù e de Il mandarino meraviglioso per l'argomento più leggero e fantastico; probabilmente l'aspetto fiabesco ha influito molto sul successo di pubblico; in pieno clima bellico gli spettatori vi trovarono un'evasione dalla tragicità degli eventi che stavano vivendo. La critica, pur accogliendo positivamente la musica di Bartók, non approvò la struttura del balletto e sottolineò la mancanza di coerenza drammatica, trovando incongruente l'improvviso mutamento dell'atteggiamento della fata, da ostile a benevolo, nei confronti del principe.

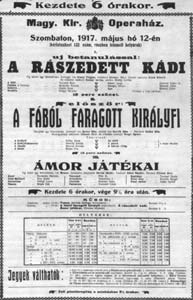
Locandina della prima rappresentazione (1917)

## Trama
Un principe si innamora di una bella principessa, ma non è ricambiato ed è per di più ostacolato nel suo intento da una fata che, per non farlo avvicinare alla fanciulla, fa apparire una fitta foresta e un torrente dalle onde tumultuose; i due castelli, dimore dei due giovani, vengono così separati. Il principe non trova altra soluzione che intagliare un pezzo di legno riproducendo le proprie sembianze; lo veste con il proprio mantello e gli pone sul capo la corona. La principessa è attratta da questo strano manichino e ignora completamente il vero principe che le appare come un uomo qualunque. La fata, con un sortilegio, dà la vita al pezzo di legno che inizia a danzare con la giovane per poi allontanarsi con lei. Il vero principe è disperato e muove a compassione la fata che, quando lui si addormenta, lo riveste di fiori che diventano il mantello e la corona e riporta il manichino a essere un pezzo di legno inanimato. La principessa, che si era stancata dei movimenti goffi e stilizzati del finto principe, si accorge finalmente del giovane, ma deve a sua volta fare i conti con la foresta e il torrente prima di riconquistare l'amore del principe.

## Analisi
Il balletto si apre con un'Introduzione in Do maggiore, riservata all'orchestra a sipario chiuso, che richiama alcuni aspetti del Preludio de L'oro del Reno. Anche se Bartók non ha caratterizzato alcun personaggio con delle melodie particolari (come invece farà poi con Il mandarino meraviglioso) ha comunque trovato alcuni espedienti compositivi per sottolineare l'aspetto umano contrapponendolo all'elemento fantastico. Il principe e la principessa sono sempre accompagnati da melodie diatoniche legate ad aspetti di canti popolari contadini; la fata e i sortilegi sono invece sottolineati da un linguaggio musicale di intenso cromatismo. Da notare è anche l'influsso di Debussy soprattutto nell'uso particolare dei timbri degli strumenti e nelle armonie raffinate e sfumate soprattutto nella rappresentazione del gioco delle onde del torrente.
I brani più innovativi e interessanti sono quelli legati al Principe di legno che il musicista riesce a caratterizzare con un linguaggio dissonante e utilizzando timbri inusuali. Nell'Allegro della Danza della principessa con il manichino di legno la musica assume un aspetto grottesco e ironico; le movenze meccaniche sono suggerite da ritmi "barbarici" e con accordi aspri.

## Organico
L'orchestra utilizzata da Bartók è di grandi dimensioni e include anche strumenti non usuali quali il sassofono.
Quattro flauti (terzo e quarto anche ottavino), quattro oboi (terzo e quarto anche corno inglese), quattro clarinetti (terzo anche clarinetto in Mi bemolle e quarto anche clarinetto basso), quattro fagotti (terzo e quarto anche controfagotto), due sassofoni (contralto e tenore), quattro corni, quattro trombe, due cornette, tre tromboni, basso tuba, timpani, grancassa, tamburo, piatti, triangolo, tam-tam, castagnette, glockenspiel, xilofono, celesta, due arpe, archi.

## Altre realizzazioni
Il principe di legno fu oggetto di nuove versioni negli anni successivi:
- Il coreografo ungherese Gyula Harangozó creò una sua versione del balletto che fu rappresentata a Budapest nel 1939.
- Aurel Milloss creò il suo Principe di legno nel 1950, rappresentato a Venezia.
- Erich Walter mise in scena il balletto a Wuppertal nel 1962.
- Il ballerino e coreografo László Seregi realizzò una nuova versione che fu trasmessa dalla televisione ungherese nel 1970.
- Geoffrey Cauley creò in suo Principe di legno nel 1981 per il London Festival Ballet.

## Suite
Quattro anni dopo la rappresentazione del balletto, Bartók iniziò a lavorare a una suite per orchestra, utilizzando solo alcune parti. La suite è divisa in otto movimenti.
1. Introduzione. Molto moderato
2. Danza della principessa nella foresta. Molto moderato
3. Danza degli alberi. Assai moderato
4. Danza delle onde. Andante
5. Danza della principessa con il manichino di legno. Allegro
6. La principessa trascina il principe di legno e cerca di farlo ballare. Meno mosso
7. La principessa cerca di attrarre il vero principe con la sua danza seducente. Allegretto grazioso
8. La principessa si affretta a seguire il principe ma la foresta le sbarra la strada. Moderato

La suite fu eseguita per la prima volta il 23 febbraio 1931 con la direzione di Ernő Dohnányi.